# نائب رئيس إندونيسيا
نائب رئيس إندونيسيا (بالإندونيسية: Wakil Presiden Republik Indonesia) هو ثاني أعلى منصب في السلطة التنفيذية للحكومة الإندونيسية بعد الرئيس، ويحتل المرتبة الأولى في خط الخلافة الرئاسية. منذ عام 2004 يتم انتخاب الرئيس ونائب الرئيس مباشرة لمدة خمس سنوات.
معروف أمين هو نائب الرئيس الثالث عشر والحالي لإندونيسيا. تولى منصبه في 20 أكتوبر 2019.

## نائب الرئيس

### متطلبات الترشح للمنصب
- دستور 1945: يجب أن يكون مرشح نائب الرئيس من أصل إندونيسي.
- الدستور المؤقت: يجب أن يكون مرشح نائب الرئيس مواطنًا إندونيسيًا لا يقل عمره عن 30 عامًا. لا يمكن أن يكون هو أو هي شخص يُعتبر غير مرغوب فيه أو ألغي حقه في المشاركة في الانتخابات. هو أو هي مطالبة أيضًا بعدم المشاركة مع أي من الشركات الخاصة.
- دستور 1945 المعدل: يجب أن يكون المرشح لمنصب نائب الرئيس مواطنًا إندونيسيًا منذ ولادته، والذي لم يصبح أو تصبح طوعًا مواطن في دولة أخرى، ولم يخون الأمة، وهو قادر جسديًا وعقليًا على أداء الواجبات. ينص الدستور المعدل أيضًا على أنه سيتم تحديد معايير أخرى بموجب القانون. نائب الرئيس مطلوب أيضا الانتماء لحزب سياسي أو ائتلاف من الأحزاب السياسية.
- قانون رقم 42 لعام 2008 بشأن الانتخابات الرئاسية ونائب الرئيس: يجب على مرشح نائب الرئيس:

1. مؤمن بالله الواحد والوحيد.[1]
2. أن يكون مواطناً إندونيسياً منذ ولادته، ولم يصبح مواطناً في دولة أخرى عن طيب خاطر.
3. لم يخون الأمة ولم يشارك في أي فساد أو جريمة أخرى.
4. أن يكون قادرة جسديا وعقليا على أداء الواجبات.
5. أن يكون مقيماً إقامة دائمة في إقليم جمهورية إندونيسيا.
6. قد أبلغ عن ثروته الشخصية إلى لجنة القضاء على الفساد.
7. ليس لديه ديون فردية أو جماعية قد تؤدي إلى خسارة للدولة.
8. لم يتم إعلان إفلاسه بقرار من المحكمة.
9. لم تشارك في أي عمل حقير.
10. أن تكون مسجلاً كناخب.
11. أن يتم تسجيله في جهة دافعي الضرائب، أن يكون دفع ضرائب لمدة خمس سنوات على الأقل.
12. لم يكن نائب الرئيس لفترتين سابقتين.
13. أن يكون مؤمنًا ببانتشاسيلا إندونيسيا، ودستور 1945، ورؤية إعلان الاستقلال الإندونيسي.
14. لم يحكم عليه بالسجن لأكثر من خمس سنوات.
15. ألا يقل عمره عن 35 سنة.
16. التحق بالمدرسة على الأقل إلى مرحلة المدرسة الثانوية العليا أو غيرها بنفس المستوى.
17. لم يكن أبدًا عضوًا في الحزب الشيوعي الإندونيسي أو التنظيم الجماهيري لهذا الحزب.
18. لديه رؤية ورسالة وبرامج لتنفيذ مكتب نائب الرئيس.